# Šaviklde
Šaviklde (gruzínsky ყარაყაია, Qaraqaia, též gruzínsky შავიკლდე, Šaviklde) je s nadmořskou výškou 2850 m nejvyšší hora Trialetského hřbetu Malého Kavkazu. Severní svah je odvodňován řekou Bordžomula, jihozápadní svah řekou Ota (obě v povodí Kury).
Východní svah hory vytváří sedlo devíti pramenů, kterým prochází Ropovod Baku–Tbilisi–Ceyhan a paralelně s ním Jihokavkazský plynovod.